# Cymothoe theobene
Cymothoe theobene är en fjärilsart som beskrevs av Doubleday 1848. Cymothoe theobene ingår i släktet Cymothoe och familjen praktfjärilar. Inga underarter finns listade i Catalogue of Life.

## Bildgalleri

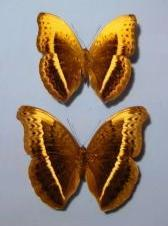
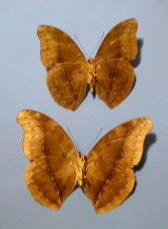
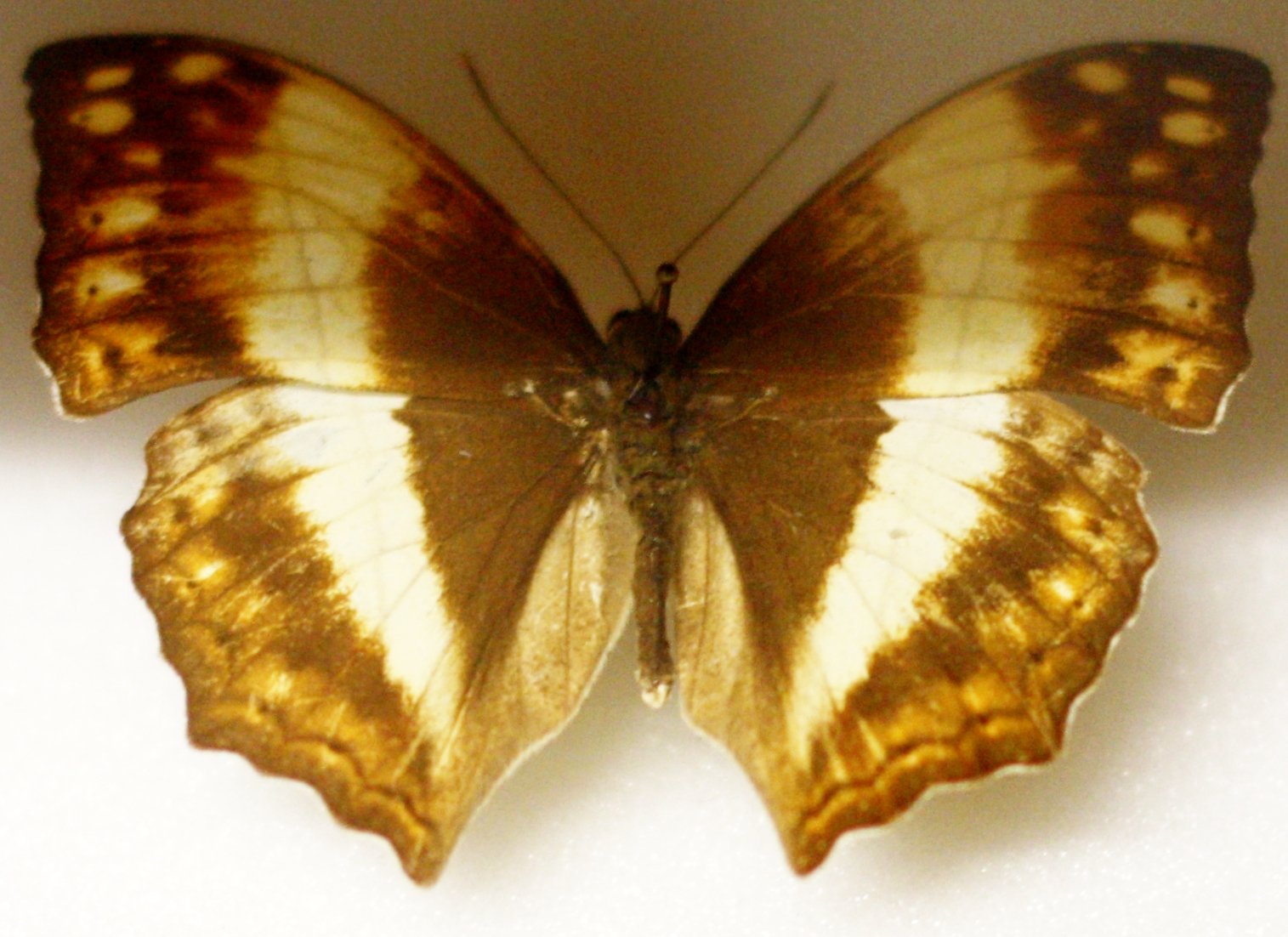